# Hippopotamyrus grahami
Hippopotamyrus grahami är en fiskart som först beskrevs av Norman 1928.  Hippopotamyrus grahami ingår i släktet Hippopotamyrus och familjen Mormyridae. IUCN kategoriserar arten globalt som livskraftig. Inga underarter finns listade i Catalogue of Life.